# 屈米河
60°29′25.81″N 026°27′08.82″E / 60.4905028°N 26.4524500°E

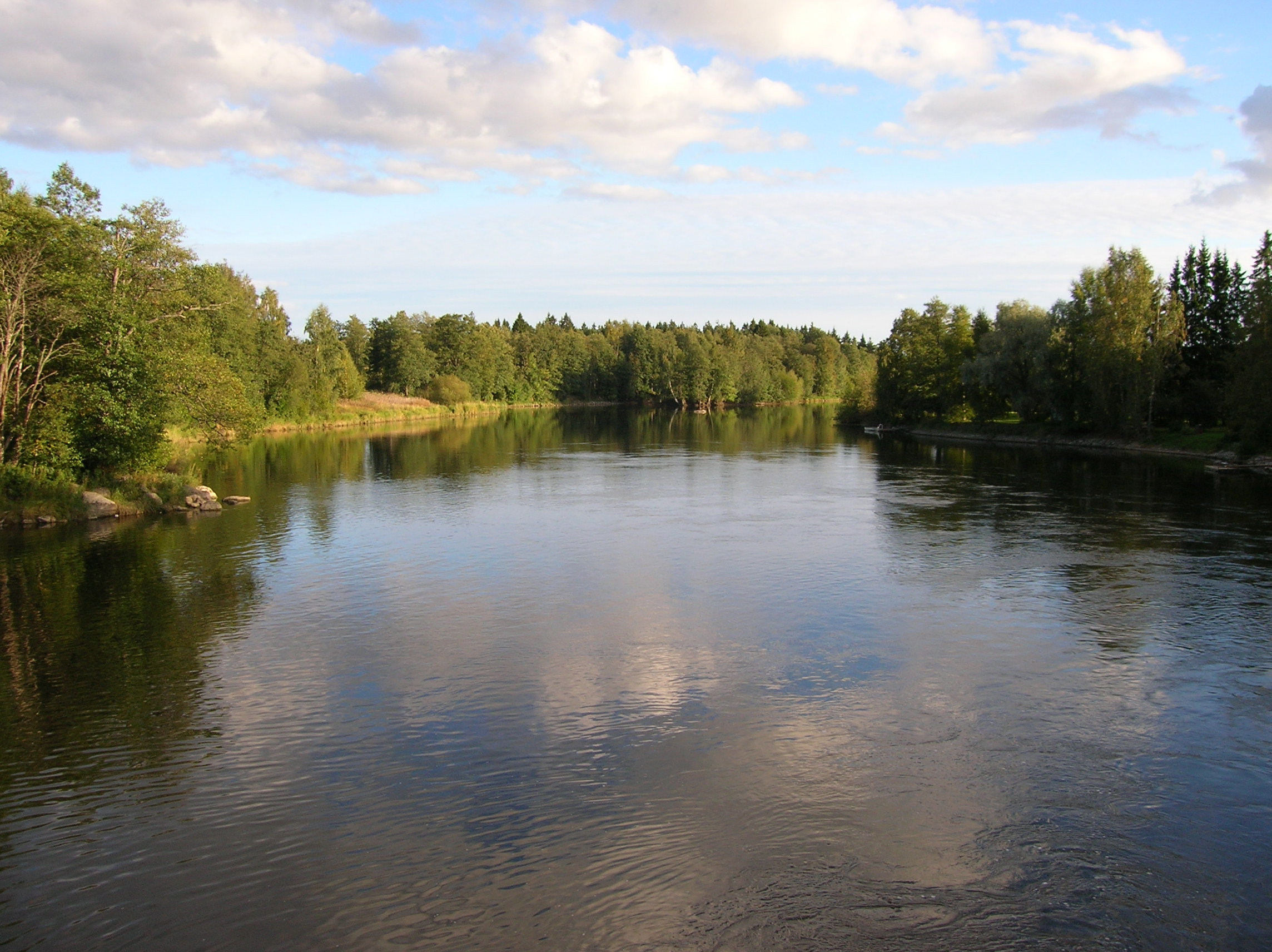
屈米河道

屈米河（芬蘭語： 或 ）是芬蘭的河流，發源自派延奈湖，最終注入波羅的海，河道全長204公里，流域面積37,107平方公里，平均流量每秒283立方米，河道上設有水力發電廠。

## 外部連結
- Kymi river （页面存档备份，存于）